# لارنس رایت
لارنس رایت (انگلیسی: Lawrence Wright؛ زادهٔ ۲ اوت ۱۹۴۷) یک نویسنده و روزنامه‌نگار اهل ایالات متحده آمریکا است. او یکی از اعضای تیم نویسندگان مجله نیویورکر و همچنین عضو مرکز حقوق و امنیت دانشکده حقوق دانشگاه نیویورک است.